# Zvečevo
Tvrtka Zvečevo d.d. Požega, osnovana je i započela s radom kao tvornica "Stock cognac Medicinal"  20. listopada 1921. godine.

## Povijest
Godine 1934. poznata švicarska tvrtka Nestlé nudi ugovor Stocku o najmu postrojenja za proizvodnju čokolade i bombona i to za rok od 10 godina. Ponudu odobrava Ministarstvo i Kraljevska banska uprava u Zagrebu. Godine 1936. Nestlé dobiva dozvolu za početak proizvodnje čokolade i čokoladnih proizvoda, a 1946. godine proizvodnja je nastavljena u nacionaliziranoj tvornici. Od 1951. godine tvornica posluje pod imenom Zvečevo. Godine 1958. u sustav Zvečeva ulazi mljekara, koja je do tada radila pod imenom Slavonka. Tijekom 1960-ih godina napuštaju se nerentabilne i zastarjele proizvodnje voćnih sokova i proizvodnje brašna. Svi napori usmjeravaju se na proizvodnju kakao proizvoda, jakih alkoholnih pića i preradu mlijeka u mliječni prah.
Krajem 60-ih i početkom 1970-ih godina provodi se proces rekonstrukcije i modernizacije, te dolazi do porasta proizvodnje i zaposlenosti. Nove linije omogućavaju značajno povećanje, te proizvodnju novih, kvalitetnih proizvoda. Sve to, a i ugovor sklopljen 1970. godine s tvrtkom Nestlé o dugoročnoj poslovnoj suradnji stvorilo je pretpostavku za uspješan nastup Zvečeva na domaćem i inozemnom tržistu. 1987. godine Zvečevo organizira i proizvodnju na bazi brašna - vafel proizvode. Od 3. rujna 1994. godine posluje kao dioničko društvo. Mnogi proizvodi Zvečeva nagrađivani su brojnim priznanjima za kvalitetu, kako u zemlji tako i u inozemstvu.
Kvaliteta i tradicija su temelji na kojima Zvečevo bazira svoje poslovanje, na tom putu permanentna je i briga o zdravom okolišu. Zvečevo ulazi u kategoriju "čistih tehnologija" i postiže značajne rezultate u području zaštite okoliša, a Ministarstvo zaštite okoliša i prostornog uređenja RH dodijelilo je 2001. godine Zvečevu nagradu "Hrvatski oskar" u kategoriji "Industrija i energetika". U poslovnoj politici Zvečevo uvažava svjetske norme održivog razvoja, uvažavajući preventivnu strategiju čiste proizvodnje.

## Vanjske poveznice
Zvečevo prehrambena industrija d.d.
- Zvečevo d. d. Hrvatska tehnička enciklopedija, portal hrvatske tehničke baštine. LZMK